# Antilurga altatlas
Antilurga altatlas är en fjärilsart som beskrevs av Claude Herbulot 1981. Antilurga altatlas ingår i släktet Antilurga och familjen mätare. Inga underarter finns listade i Catalogue of Life.